# Aeschynomene fructipendula
Aeschynomene fructipendula är en ärtväxtart som beskrevs av Abruzzi de Oliveira. Aeschynomene fructipendula ingår i släktet Aeschynomene och familjen ärtväxter. Inga underarter finns listade i Catalogue of Life.